# 山本隆寛
山本 隆寛（やまもと たかひろ、1990年12月21日 - ）は、日本の元プロボクサー。兵庫県宝塚市出身。元OPBF東洋太平洋バンタム級王者。現役時代は井岡ボクシングジム所属。

## 来歴
2008年9月14日、プロデビュー戦をバンタム級で森永真一（新日本大阪）と戦い、2RTKOで飾る。
2009年8月15日、新人王トーナメント西日本新人王バンタム級決勝まで4連続2R以内KOで勝ち進み、仲田雅宗（八尾）を1RKOで勝利。5戦連続KO勝利で西日本新人王MVPに選ばれる。
2009年9月26日、西部日本新人王対抗戦で西部新人王坂本英生（フジタ）と戦い、5R判定0-2で初黒星を喫する。
2010年2月21日、再起戦で橋詰知明（井岡）と戦うが6R判定0-3で連敗となる。
2010年9月12日、元世界王者ヘルマン・トーレスの子、利幸トーレス（大鵬）を相手に6R判定3-0で勝利し、連敗ストップ。この試合の前々日に母を病気で亡くしている。
2011年3月27日、ゼロフィット・ジェロッピ瑞山（千里馬神戸）に8R判定1-2で敗れる。
2012年3月20日、ダニーロ・ペーニャ（フィリピン）と戦い、8R判定3-0で勝利で飾る。
2015年4月5日、OPBF東洋太平洋バンタム級タイトルマッチ。川口裕（グリーンツダ）を相手に序盤優勢を保つも追い上げられ、12R1-2で判定負け。
2015年8月2日、OPBF東洋太平洋バンタム級タイトルマッチ。川口裕（グリーンツダ）とダイレクトリターンマッチを行い、ダウンの応酬の末、7RTKO勝ちを納め、OPBF東洋太平洋バンタム級王座獲得。初のタイトル獲得と共に世界ランキング入りを果たす。
2015年12月31日、ストロング小林佑樹（グリーンツダ）を相手に初防衛戦を行い、計4度のダウンを奪い、2RTKO勝利で初防衛を飾る。
2016年7月20日、レックス・ワオ（フィリピン）との2度目の防衛戦に1RKO勝利。2度目の防衛に成功。
2016年11月11日、マーク・ジョン・ヤップ（六島）相手に5RTKO負けで防衛失敗。初のKO負けと共に王座陥落。
2017年4月23日、2RKO勝ちで再起戦を飾る。
2018年12月18日、大森将平（WOZ）と世界ランキングが掛かった試合に2RTKO負け。
その後は試合をしておらず、引退。
2021年8月より親交のある元日本・OPBFスーパーウェルター級王者の細川貴之とYouTubeチャンネル「たかゴリch」を開設する。

### BreakingDown
BreakingDown5のオーディションに参加し、地下格闘技出身のハイメとのスパーリングでKO負け。2022年7月17日に開催されたBreakingDown5で本戦に初出場。ライト級ワンマッチでキックボクシングトレーナーのみっくんと対戦し、5-0の判定勝ち。
BreakingDown6のオーデションでひな壇に座っていたモハンドラゴンとスパーリングになりKO勝利。2022年11月3日、BreakingDown6で殴られ屋KENJIと対戦し、左ボディでダウンを奪い、5-0の判定勝ち。
2023年2月19日、BreakingDown7で朝倉未来、朝倉海のマネージャーである宮島翔と対戦。ダウンを奪い、5-0の判定勝ち。
2023年11月23日、BreakingDown10の「BreakingDown vs プロ格闘家」にBreakingDown選手として出場。キックボクサーのSAIGOと対戦し、0-5の判定負け。
2024年6月2日、BreakingDown12のライト級トーナメントに出場。THE OUTSIDER出身の秀虎と対戦し、左フックでダウンを奪いKO勝利。ダウンを奪われた秀虎は両脚が痙攣し、レフェリーがすぐに試合を止めていた。
2024年9月1日、BreakingDown13のライト級トーナメント準決勝でYURAと対戦。第1ラウンドでは互いが相手をふらつかせる攻防を繰り広げ、延長ラウンドでも打ち合いを続けたが、有効打の数で上回った。判定の末、5-0で勝利。優勝候補と目されていたYURAを倒したことで番狂わせと評された。続くトーナメント決勝ではNAOと対戦。第1ラウンドではNAOに的確に攻撃をかわされ、決着がつかず延長。延長ラウンドではNAOのカウンターの左フックをもらいダウン。判定の結果、0-5で敗北した。

## 戦績
- プロボクシング：27戦21勝(17KO)6敗

| 戦           | 日付           | 勝敗 | 時間    | 内容    | 対戦相手                                     | 国籍         | 備考                                   |
| ------------ | -------------- | ---- | ------- | ------- | -------------------------------------------- | ------------ | -------------------------------------- |
| 1            | 2008年9月14日  | ☆    | 2R 1:25 | TKO     | 森永真一（新日本大阪）                       | 日本         | プロデビュー戦                         |
| 2            | 2008年12月13日 | ☆    | 1R 2:41 | TKO     | 濱野量平（JM加古川）                         | 日本         |                                        |
| 3            | 2009年3月22日  | ☆    | 2R 0:50 | TKO     | 中岡雅司（西日本ボクシング協会）             | 日本         |                                        |
| 4            | 2009年5月17日  | ☆    | 1R 2:37 | KO      | 大村起論（ハラダ）                           | 日本         |                                        |
| 5            | 2009年8月15日  | ☆    | 1R 1:36 | TKO     | 仲田雅宗（八尾）                             | 日本         |                                        |
| 6            | 2009年9月26日  | ★    | 5R      | 判定0-3 | 坂本英生（フジタ）                           | 日本         |                                        |
| 7            | 2010年2月21日  | ★    | 6R      | 判定0-3 | 橋詰知明（井岡）                             | 日本         |                                        |
| 8            | 2010年9月12日  | ☆    | 6R      | 判定3-0 | 利幸トーレス（大鵬）                         | 日本         |                                        |
| 9            | 2011年3月27日  | ★    | 8R      | 判定1-2 | ゼロフィット・ジェロッピ瑞山（千里馬神戸）   | フィリピン   |                                        |
| 10           | 2012年3月20日  | ☆    | 8R      | 判定3-0 | ダニーロ・ペーニャ                           | フィリピン   |                                        |
| 11           | 2012年12月31日 | ☆    | 3R 1:56 | TKO     | コラートレック・シッサイトーン               | タイ         |                                        |
| 12           | 2013年5月8日   | ☆    | 8R      | 判定3-0 | ガオタワン・シッサイトーン                   | タイ         |                                        |
| 13           | 2013年9月11日  | ☆    | 3R 1:31 | KO      | ピラサックレック・ウォーポーシサケット       | タイ         |                                        |
| 14           | 2013年10月13日 | ☆    | 2R 2:37 | TKO     | 青木一平（六島）                             | 日本         |                                        |
| 15           | 2013年12月31日 | ☆    | 2R 1:11 | KO      | ノーンディア・ソーバンカル                   | タイ         |                                        |
| 16           | 2014年5月7日   | ☆    | 3R 0:45 | TKO     | ジャカラートレック・ソーワンゲー             | タイ         |                                        |
| 17           | 2014年9月16日  | ☆    | 2R 0:31 | KO      | パンカ・シラバン                             | インドネシア |                                        |
| 18           | 2014年12月31日 | ☆    | 3R 1:11 | KO      | ガムライヨック・オーワンダビー               | タイ         |                                        |
| 19           | 2015年4月5日   | ★    | 12R     | 判定1-2 | 川口裕（グリーンツダ）                       | 日本         | OPBF東洋太平洋バンタム級王座決定戦     |
| 20           | 2015年8月2日   | ☆    | 7R 0:50 | TKO     | 川口裕（グリーンツダ）                       | 日本         | OPBF東洋太平洋バンタム級タイトルマッチ |
| 21           | 2015年12月31日 | ☆    | 2R 1:06 | TKO     | ストロング小林佑樹（六島）                   | 日本         | OPBF防衛1                              |
| 22           | 2016年7月14日  | ☆    | 1R 2:28 | TKO     | レックス・ワオ                               | フィリピン   | OPBF防衛2                              |
| 23           | 2016年11月11日 | ★    | 5R 2:19 | TKO     | マーク・ジョン・ヤップ（六島）               | フィリピン   | OPBF王座陥落                           |
| 24           | 2017年4月23日  | ☆    | 2R 1:56 | TKO     | ペットインシー・ローンリアンギーラーコラート | タイ         |                                        |
| 25           | 2017年9月13日  | ☆    | 1R 2:43 | KO      | スーパージェン・シッサイトーン               | タイ         |                                        |
| 26           | 2018年4月28日  | ☆    | 8R      | 判定3-0 | ジェストニ・アウティダ                       | フィリピン   |                                        |
| 27           | 2018年12月9日  | ★    | 3R 2:48 | TKO     | 大森将平（ウォズ）                           | 日本         |                                        |
| テンプレート |                |      |         |         |                                              |              |                                        |

### アマチュアキックボクシング
| 勝敗 | 対戦相手      | 試合結果                 | 大会名                                                            | 開催年月日     |
| ○    | たつ          | 1分1R終了 判定4-0        | BreakingDown16                                                    | 2025年7月13日  |
| ×    | NAO           | 1分1R+延長1R終了 判定0-5 | BreakingDown13 【BreakingDownライト級王座決定トーナメント決勝】   | 2024年9月1日   |
| ○    | YURA          | 1分1R+延長1R終了 判定5-0 | BreakingDown13 【BreakingDownライト級王座決定トーナメント準決勝】 | 2024年9月1日   |
| ○    | 秀虎          | 1R 0:27 KO（左フック）   | BreakingDown12 【BreakingDownライト級王座決定トーナメント1回戦】  | 2024年6月2日   |
| ×    | SAIGO         | 1分3R終了 判定0-5        | BreakingDown10                                                    | 2023年11月23日 |
| ○    | 宮島翔        | 1分1R終了 判定5-0        | BreakingDown7                                                     | 2023年2月19日  |
| ○    | しな          | 1R 0:28 KO               | バトルミリオネア 第1回                                            | 2022年12月25日 |
| ○    | 殴られ屋KENJI | 1分1R終了 判定5-0        | BreakingDown6                                                     | 2022年11月3日  |
| ○    | みっくん      | 1分1R終了 判定5-0        | BreakingDown5                                                     | 2022年7月17日  |